# 田村大輔
田村 大輔（たむら だいすけ、1981年〈昭和56年〉1月22日 - ）は、日本の元プロバスケットボール選手。大阪府出身。現役時代のポジションはポイントガード兼シューティングガード。

## 来歴
関西大学北陽高等学校、大阪体育大学を経て2003年、新潟アルビレックスA2に入団。
2005年、ドラフト外でbjリーグ・大阪エヴェッサに入団し、控えながらチームの初代王者に貢献。オフに福岡BBボーイズへ移籍したが、2006-07シーズン途中、大阪エヴェッサに復帰。
2008年、ライジング福岡へ移籍したが、2009年に契約解除となり、インターナショナル・バスケットボール・リーグ（IBL）に参戦するニッポン・トルネードに加入。同リーグで日本人初のオールスター選手に片岡大晴とともに選出された。
同年9月、高松ファイブアローズに入団。bjリーグシーズン終了後の2010年5月、IBLのバンクーバータイタンズに加入。6月、大阪エヴェッサに復帰。
2012年オフ、再び高松ファイブアローズに加入。
2013年オフ、NBLに参入する新チーム、熊本ヴォルターズへ移籍。43試合に出場したのち、3月末に退団。
2014年8月、兵庫ストークスに加入。
2015年7月、bjリーグの広島ライトニングに加入したが、シーズン途中の12月に退団。
2016年8月、Bリーグ1部のアルバルク東京に加入。
シーズン終了後、現役引退。

## エピソード
- 大阪エヴェッサが誇るムードメーカーとしてチームに貢献。2006-2007シーズンのエヴェッサは開幕当初、5連敗を喫するなど苦戦を強いられていたが、田村が2006年の12月に福岡BBボーイズから復帰するとチームは立ち直り、その後bjリーグ連覇を達成している。
- エヴェッサのほか、セレッソ大阪、吉本興業選抜チームらが出場した関西ローカルのテレビ番組の駅伝大会で2年連続でアンカーを務めた。1年目は1分近くあった差を挽回し、優勝に大きく貢献した。2年目はアンカーの田村にバトンが渡った時点でシュライカー大阪に1分以上差をつけられており、挽回したもののわずかに及ばず2位になった。
- 福岡BBボーイズに所属していた時は週末の練習があるたびに大阪市内から通っていた。練習施設もエヴェッサと同じ施設を利用していた。

## 個人成績
| シーズン         | チーム | GP | GS | MPG  | FG%  | 3P%  | FT%  | RPG | APG | SPG | BPG | TO  | PPG |
| ---------------- | ------ | -- | -- | ---- | ---- | ---- | ---- | --- | --- | --- | --- | --- | --- |
| bjリーグ 2005-06 | 大阪   | 5  | 0  |      |      |      |      |     |     |     |     |     | 0.4 |
| bjリーグ 2006-07 | 大阪   | 8  | 0  |      |      |      |      |     |     |     |     |     | 0.8 |
| bjリーグ 2007-08 | 大阪   | 14 | 0  |      |      |      |      |     |     |     |     |     | 2.2 |
| bjリーグ 2008-09 | 福岡   | 15 | 1  |      |      |      |      |     |     |     |     |     | 2.2 |
| bjリーグ 2009-10 | 高松   | 41 | 1  | 7.5  | 33.3 | 24.4 | 38.5 | 0.6 | 0.6 | 0.3 | 0.0 | 0.0 | 1.4 |
| bjリーグ 2010-11 | 大阪   | 50 | 16 | 15.9 | 44.0 | 29.5 | 53.8 | 0.8 | 0.8 | 0.2 | 0.0 | 0.4 | 3.4 |
| bjリーグ 2011-12 | 大阪   | 37 | 0  | 7.9  | 40.5 | 27.3 | 70.0 | 0.6 | 0.3 | 0.2 | 0.0 | 0.2 | 2.3 |
| bjリーグ 2012-13 | 高松   | 52 |    | 23.8 | 39.9 | 35.5 | 63.0 | 1.2 | 0.8 | 0.5 | 0.0 | 0.8 | 5.9 |
| NBL 2013-14      | 熊本   | 43 |    | 17.1 | 37.8 | 22.4 | 66.7 | 0.9 | 0.6 | 0.2 | 0.0 | 0.5 | 3.9 |
| NBL 2014-15      | 兵庫   | 41 |    | 6.4  | 30.0 | 27.6 | 60.0 | 0.3 | 0.1 | 0.0 | 0.0 | 0.2 | 0.6 |